# Velilla de los Ajos
Velilla de los Ajos – gmina w Hiszpanii, w prowincji Soria, w Kastylii i León, o powierzchni 19,68 km². W 2011 roku gmina liczyła 31 mieszkańców.